# Jalapilla, Puebla
Jalapilla är en ort i Mexiko.   Den ligger i kommunen Xicotepec och delstaten Puebla, i den sydöstra delen av landet, 160 km nordost om huvudstaden Mexico City. Jalapilla ligger 531 meter över havet och antalet invånare är 597.
Terrängen runt Jalapilla är kuperad åt nordost, men åt sydväst är den bergig. Runt Jalapilla är det tätbefolkat, med 297 invånare per kvadratkilometer. Närmaste större samhälle är Xicotepec de Juárez, 11,3 km söder om Jalapilla. I omgivningarna runt Jalapilla växer huvudsakligen savannskog.